# Bontadini-Lift

Blick zum Bontadini-Lift

Die Bergstation des Bontadini-Lifts

Der Bontadini-Lift ist ein Sessellift für Skifahrer und liegt östlich der norditalienischen Stadt Breuil-Cervinia. Seine Bergstation ist vor dem Col de Sommeiller der höchste Punkt der Alpen, der mit zweispurigen Fahrzeugen angefahren werden kann. Die Gipfelhöhe beträgt 3332 m s.l.m. und liegt wenige Meter oberhalb der bewirtschafteten Theodulhütte an der Grenze zwischen Italien und der Schweiz.
Die installierte Lift-Anlage stammt von der Firma Leitner, überwindet einen Höhenunterschied von 292 m gegenüber der Talstation, hat eine Länge von 1131 m und transportiert mit ihren zwei 220 kW starken Motoren in der Stunde bis zu 2400 Personen mit bis zu 5 Metern pro Sekunde.

## Anfahrt der Bergstation

Fahrstrecke zum Bontadini-Lift

Die Anfahrt zur Bergstation (Schwierigkeit SG 5) ist nur mit Geländefahrzeugen möglich und nur in einem sehr engen Zeitfenster im Jahr zwischen dem Abtauen des Altschnees und dem ersten Neuschnee. Der Aufstieg erfolgt von Breuil-Cervinia aus und zieht sich entlang mehrerer Seilbahnstrecken durch eine unwegsame Stein- und Geröll-Landschaft. Im oberen Teil gilt es einige steile, nicht randgesicherte  Serpentinen im groben Geröll zu überwinden sowie eine letzte sehr steile Auffahrt zur Theodulhütte – diese Passagen stellen die eigentliche Schlüsselstelle der Befahrung dar.
2009 wurde die Strecke durch die zuständige Behörde in Breuil-Cervinia für Kraftfahrzeuge gesperrt. Die Sperrung erfolgte auf Grund des regionalen Gesetzes vom 22. April 1985, Nr. 17. Es gibt jedoch Ausnahmegenehmigungen für bestimmte Veranstaltungen.